# Hyles suffusa
Hyles suffusa är en fjärilsart som beskrevs av Tutt 1904. Hyles suffusa ingår i släktet Hyles och familjen svärmare. Inga underarter finns listade i Catalogue of Life.